# Dragutin Tomašević
Dragutin Tomašević (en serbe : Драгутин Томашевић), né le 20 avril 1890 à Bistrica (Royaume de Serbie) et mort en octobre 1915 à Rašanac, est un athlète serbe, spécialiste du marathon.

## Biographie
Fils d'un commerçant de Bistrica, il est envoyé à Belgrade à l'âge de 15 ans et se découvre une passion pour l'athlétisme et la gymnastique. Il se spécialise dans les courses d'endurance et remporte le marathon d'Obrenovac à dix reprises. En 1909, il court contre un train sur une distance de 64 km et gagne la course. En 1911, il remporte la course Obrenovac-Kosutnjak (33 km), ce qui lui donne le droit de participer aux Jeux olympiques de Stockholm l'année suivante.

### Jeux olympiques
Dragutin Tomašević et le sprinteur Dusan Milosevic sont les deux premiers Serbes à concourir aux Jeux olympiques. Tomašević est le porte-drapeau de la petite délégation nationale. Il finit l'épreuve du marathon à la 37e place (sur 68 concurrents), en 2 h 47 minutes. 

### Guerre et mort
Lorsque la Première Guerre mondiale éclate, Tomašević est mobilisé dans le 18e Régiment d'infanterie et obtient le grade de sergent. Sévèrement blessé lors d'une attaque près de Pozarevac, il est évacué à l'arrière du front mais meurt de ses blessures peu après. Il est inhumé dans le tombeau familial à Bistrica, avec ses trophées sportifs.
Selon une croyance populaire, le médecin légiste qui a constaté sa mort aurait découvert qu'il avait deux cœurs.